# Fonseca (Kolumbia)
Fonseca – miasto w Kolumbii, w departamencie La Guajira.